# 모하비 (영화)
모하비(Mojave)는 미국에서 제작된 윌리엄 모나한 감독의 2015년 스릴러 영화이다. 오스카 아이삭 등이 주연으로 출연하였다. 알려진 다른 제목은 모하비 사막이다.

## 출연

### 주연
- 오스카 아이삭
- 가렛 헤드룬드

### 조연
- 마크 월버그
- 월튼 고긴스
- 다니아 라미레즈
- 카일리 로저스
- 맷 L. 존스
- 프란 크랜즈
- 크리스토퍼 나이먼
- 루이즈 보르고앙
- 마리아 올센
- 안나 마가렛 홀리만
- 헤일리 매그너스
- 카라 C. 로버츠
- 델 자모라
- 엘렌 호